# Lovětín (Batelov)
Lovětín (německy Lowietin) je místní částí městyse Batelov, v okrese Jihlava, v kraji Vysočina. Poprvé je Lovětín v historických záznamech zmiňován roku 1360. Od 1. července 1989 přísluší Lovětín jako místní část vesnice k obci Batelov společně s Bezděčínem, Novou Vsí a Rácovem.

## Název
Název se vyvíjel od varianty Lowotin (1371), Lowyetyn (1386), Lowyetyn (1412), Lowietin (1678), Lowitin (1718), Lowietin (1720, 1751), Lowietin a Lowětjn (1846) až k podobě Lowietin a Lovětín v roce 1872. Název byl vytvořen přivlastňovací příponou -ín k osobnímu jménu Loveta, Lovata či Lověta.

## Historie
První písemná zmínka o obci pochází z roku 1227. V letech 1869–1989 byla samostatnou obcí a od 1. července 1989 se vesnice stala místní částí městyse Batelov. Ve vsi byla do února 2013 provozována hospoda. Do roku 1997 se zde pořádaly tzv. Lovětínské lávky. Na tuto tradici v roce 2007 navázala pořádáním Růženské lávky TJ Růžená právě v obci Růžená.

## Přírodní poměry
Lovětín leží v mělkém údolí v okrese Jihlava v Kraji Vysočina. Nachází se 2,5 km severozápadně od Růžené, 1,5 km severovýchodně od Rácova a 3 km jihovýchodně od Batelova. Geomorfologicky je oblast součástí Česko-moravské subprovincie, konkrétně Křižanovské vrchoviny a jejího podcelku Brtnická vrchovina, v jejíž rámci spadá pod geomorfologický okrsek Třešťská pahorkatina. Průměrná nadmořská výška činí 610 metrů. Nejvyšší bod, Havlův kopec (679 m n. m.), se nachází severozápadně od Lovětína. Na jižním okraji katastrálního území stojí Jůzlův kopec (630 m n. m.), severně od Lovětína pak Zudův vrch (647 m n. m.). Jihovýchodně od vsi protéká Lovětínský potok, vsí teče bezejmenný potok, který se do něj východně od Lovětína vlévá. Na něm se západně od vsi rozkládá Vysoký rybník, na Lovětínském potoce leží jižně od vsi Klubalův rybník a východně Dolní lovětínský rybník, do nějž vtéká potok z nedalekého rybníčku Maruška, který se nachází poblíž budovy č.p. 55. Na jihozápadním svahu Havlova kopce 700 m severozápadně od Lovětína roste památný 28metrový buk lesní, jehož stáří bylo v roce 2009 odhadováno na 200 let.

## Obyvatelstvo
Podle sčítání 1930 zde žilo v 49 domech 255 obyvatel. 254 obyvatel se hlásilo k československé národnosti. Žilo zde 254 římských katolíků.
| Rok            | 1869 | 1880 | 1890 | 1900 | 1910 | 1921 | 1930 | 1950 | 1961 | 1970 | 1980 | 1991 | 2001 | 2011 | 2021 |
| -------------- | ---- | ---- | ---- | ---- | ---- | ---- | ---- | ---- | ---- | ---- | ---- | ---- | ---- | ---- | ---- |
| Počet obyvatel | 263  | 276  | 289  | 251  | 274  | 272  | 255  | 188  | 199  | 152  | 131  | 106  | 107  | 99   | 102  |
| Počet domů     | 45   | 45   | 46   | 47   | 50   | 50   | 49   | 43   | 38   | 37   | 35   | 40   | 45   | 50   | 43   |

## Hospodářství a doprava
Vesnicí vede silnice III. třídy č. 13422 do Rácova. Dopravní obslužnost zajišťuje dopravce ICOM transport. Autobusy jezdí ve směrech Jihlava, Počátky a Batelov. Obcí vedou cyklistické trasy č. 5092 do Rácova a Greenway ŘV z Batelova do Růžené.
Nedaleko Lovětína je dětský tábor patřící pod pionýrskou skupinu Kamarád se sídlem v Jihlavě.

## Školství, kultura a sport
Děti dojíždějí do základní školy v Batelově. Sbor dobrovolných hasičů Lovětín byl založen roku 1923. Od roku 1998 hostí Lovětín štafetový závod na horských kolech Okolo Zudova vrchu.
Lovětín disponuje tenisovým kurtem a travnatým hřištěm pro malou kopanou.

## Sbor dobrovolných hasičů Lovětín
Sbor byl založen roku 1923. V tomto roce byla také zasazena lípa na návsi v Lovětíně. Od roku 2010 sbor opět aktivně jezdí na lokální hasičské soutěže, nejdříve s mužským, později i ženským a dětským týmem. V roce 2013 k příležitosti 90. výročí založení sboru pořádali lovětínští hasiči okrskovou soutěž a o rok později první a prozatím poslední pohárovou soutěž Lovětínské Tále. Od roku 2012 každoročně hostí Lovětín jednu ze série Okrskové soutěže mladých hasičů. Jednotka je v kategorii JPO 5.
Sbor každoročně pořádá množství kulturních i sportovních akcí v obci. Na začátku roku spolupořádá tříkrálovou sbírku. Jednou za dva roky pořádá SDH Lovětín tradiční masopust. Střídají se tak s hasiči z Rácova, přičemž hostování masopustu připadá na Lovětín každý sudý rok. Tento průvod pak prochází oběma vesnicemi.[zdroj?] 30. dubna pořádá pálení čarodějnic, začátkem června den dětí, v půlce letních prázdnin od roku 2010 také rybářské závody konající se u Klubalova rybníka směrem na Růženou. Na konci letních prázdnin tzv. Zakončení prázdnin, tradiční pouťovou zábavu vždy druhou sobotu v září, na začátku prosince rozsvícení vánočního stromu a na konci prosince silvestrovský pochod na hrad Roštejn často zakončený oslavou příchodu nového roku.
Hasičská zbrojnice se nachází na návsi v Lovětíně v budově s čp. 31. Sbor vlastní vozidlo Avia A-21 Furgon.

## Pamětihodnosti
- Kaple Povýšení sv. Kříže[22] (podle jiných zdrojů nese název kaple Panny Marie)[23][24] z roku 1845 stojí na návsi a vedle kaple je umístěn litinový kříž.[25]
- Boží muka v lese severně od obce při staré cestě k Batelovu. Kamenná sloupková boží muka s hranolovým dříkem zakončeným krycí deskou a čtyřbokou kaplicí jsou raně barokní, pocházejí z roku 1683. Památkově chráněná jsou od 3. května 1958.[26] Na zadní straně je rytý nápis TITO / BOZI MVKY / DAL WISTAW / ETI MARTIN / HAVCZEK KE C / ZTI A CHWALE / ROKV 1683.[27]
- Boží muka barokního typu z roku 1743 na kopci v lese. Jsou památkově chráněna od 3. května 1958. Jde o torzo kamenných sloupkových božích muk se čtyřbokým dříkem a hranolovým dříkem, od kterého je odlomena deska s kaplicí.[28] Na přední straně soklu je nápis NÁKLADEM / JANA MACI / 1743.[29]
- Buk na Havlově kopci je 28 metrů vysoký buk, jenž roste na okraji lesa na jihozápadním svahu Havlova kopce, necelý kilometr severozápadně od obce.[30][31] Jeho obvod je 352 cm. Památným stromem byl vyhlášen 8. prosince 2000.[30]
- U polní cesty z Lovětína na Havlův kopec vzniká v mrazivých zimách každoročně ledový stalagmit, tzv. Lovětínský krápník.[32] Objekt vytváří voda stříkající z trysky na trubce z místního vodního zdroje. Objekt dosahuje každoročně podle klimatických podmínek jiných rozměrů a tvarů.[33]
- V rámci oslav 100. výroční vzniku Československé republiky a 25. výročí vzniku samostatné České republiky byl 25. srpna 2018 občany Lovětína vysazen strom republiky.[34]

## Galerie

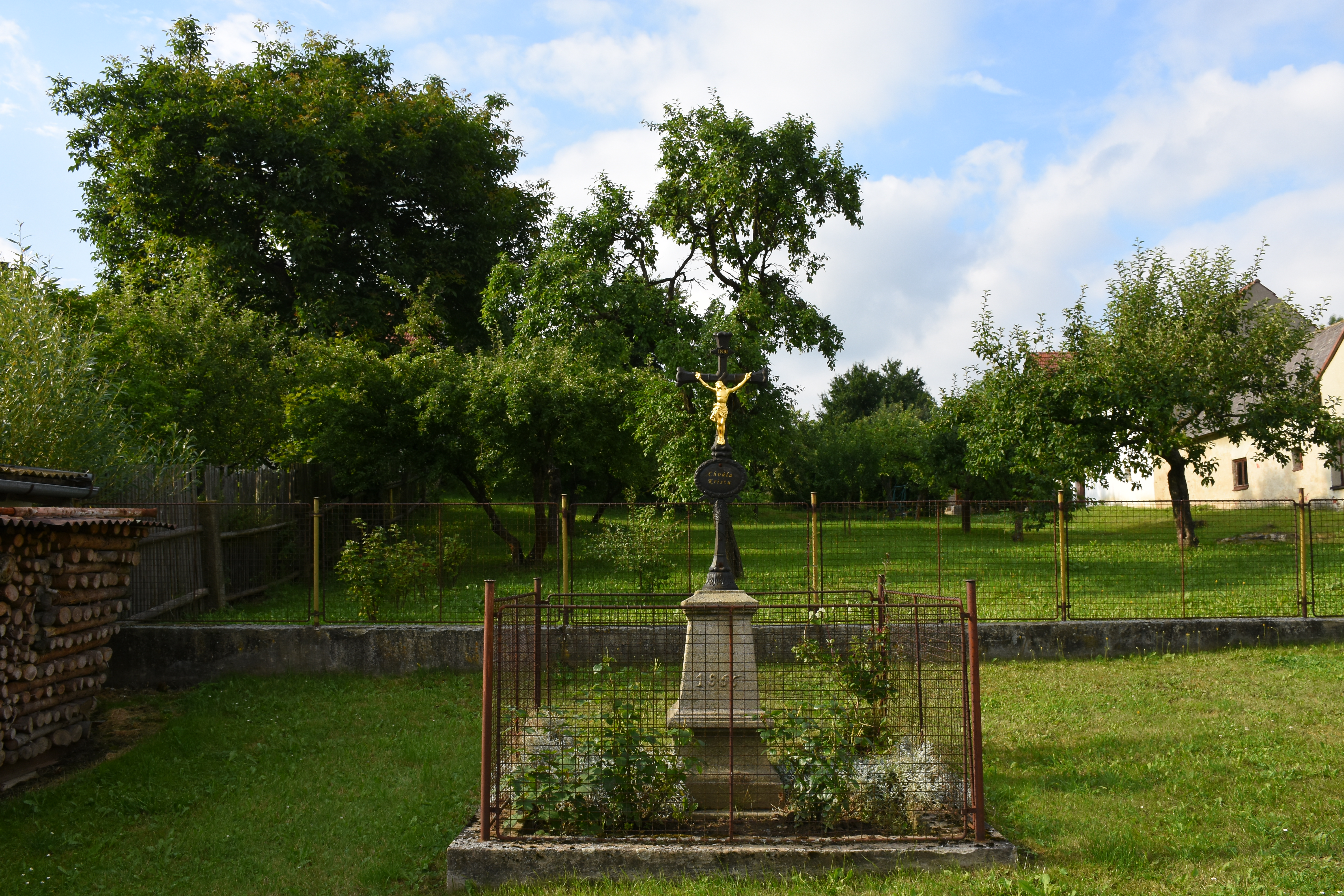
Litinový kříž z roku 1856 poblíž kaple
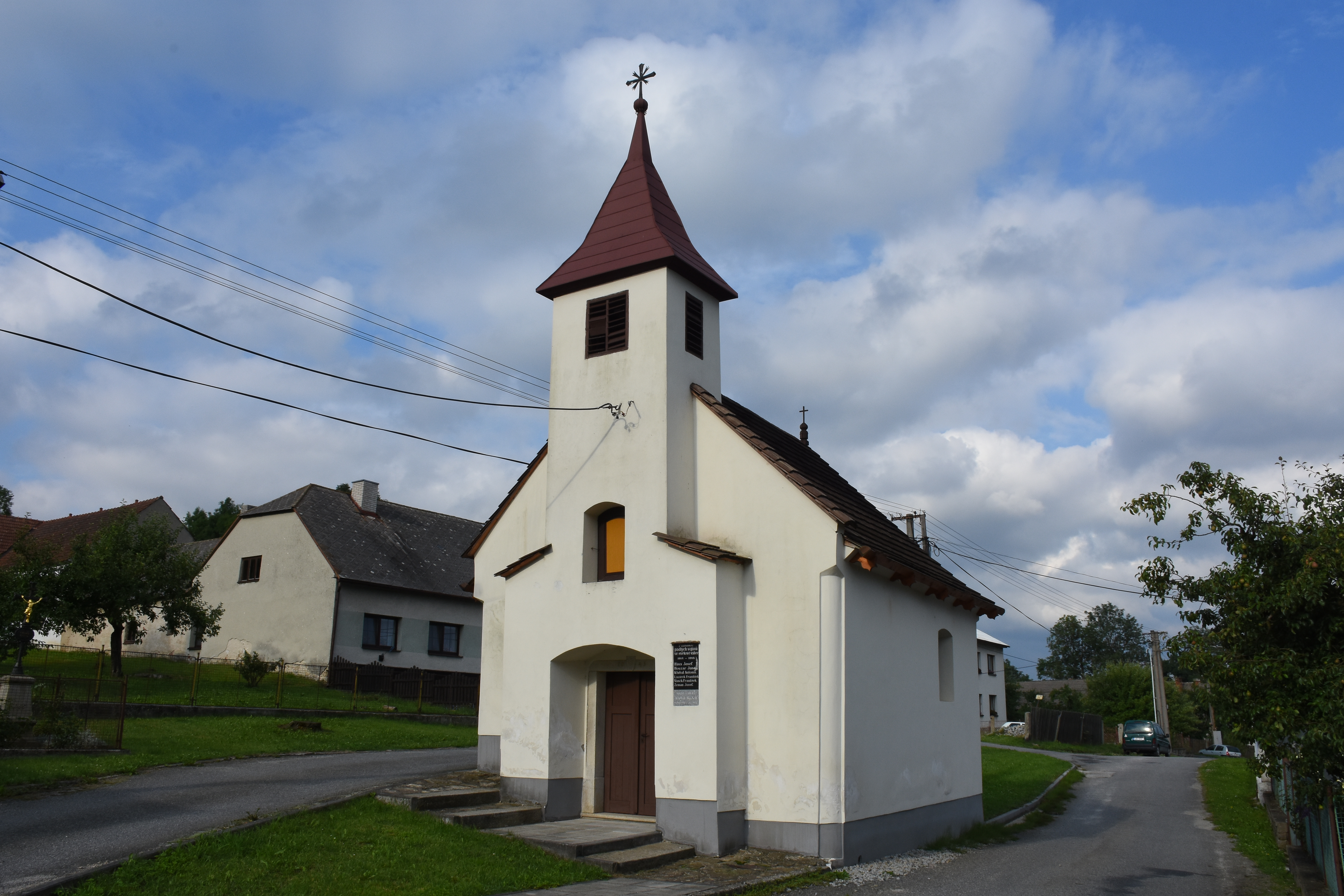
Kaple Povýšení sv. Kříže z roku 1845
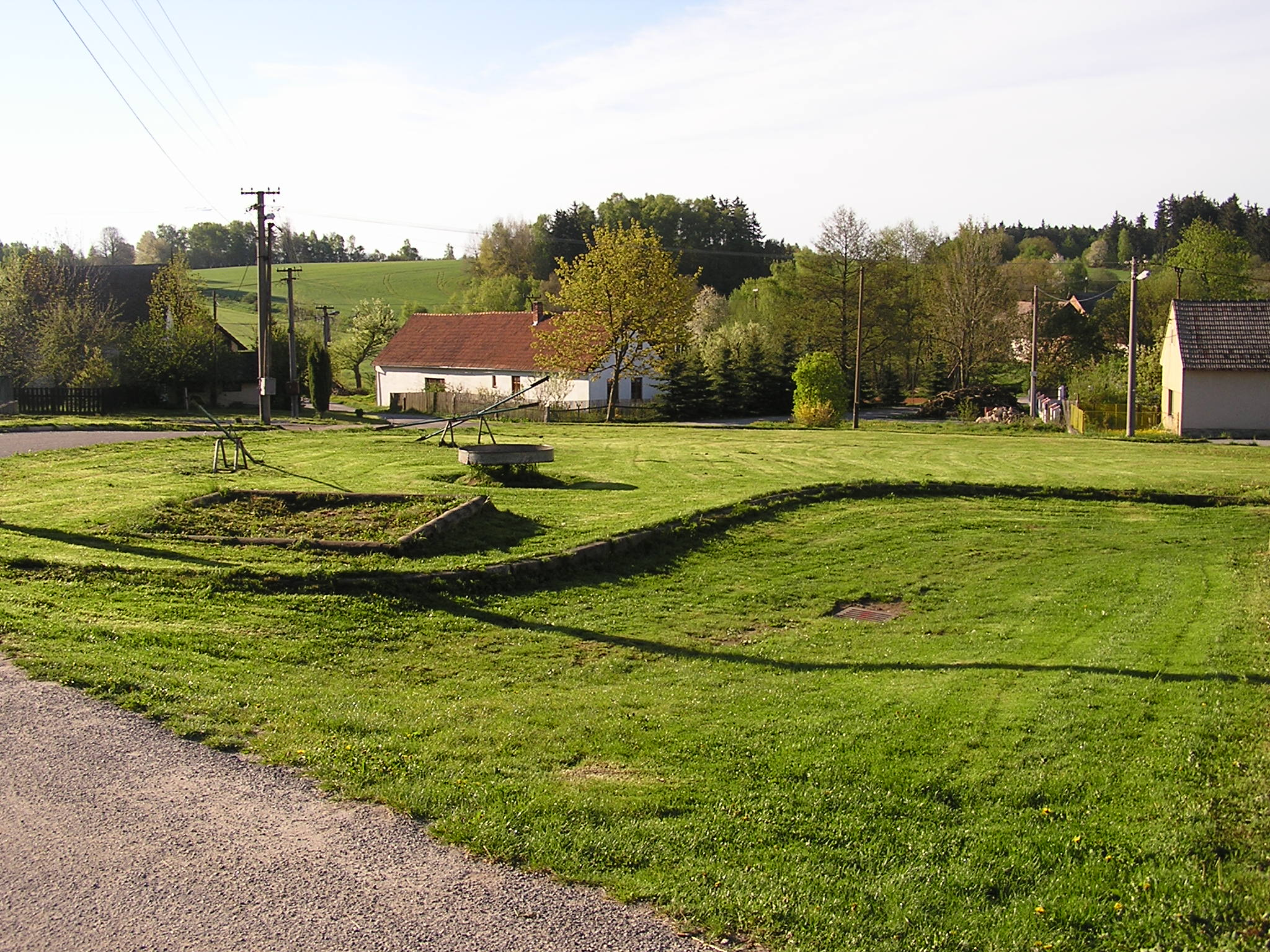
Původní dětské hřiště před revitalizací
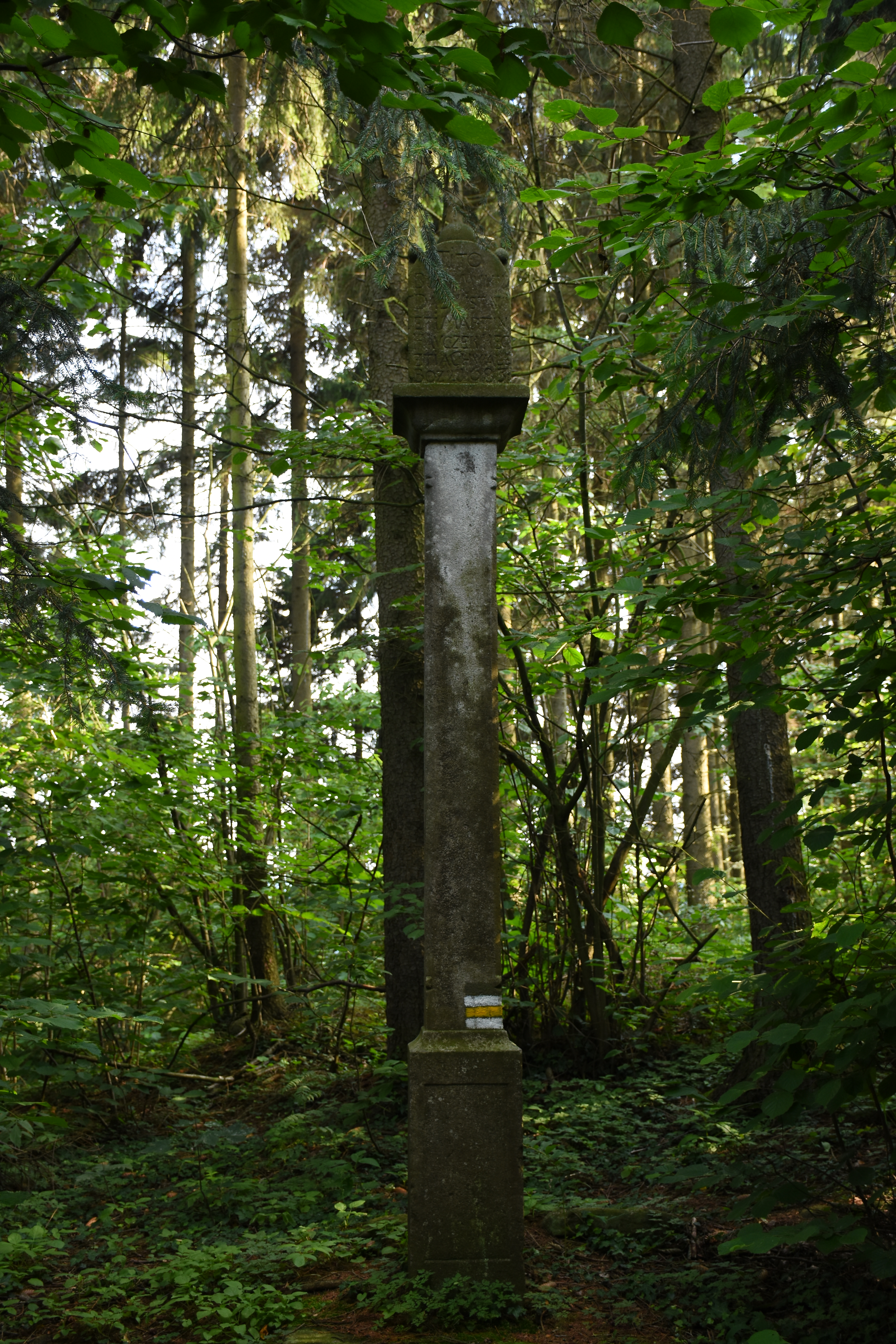
Boží muka při staré cestě k Batelovu
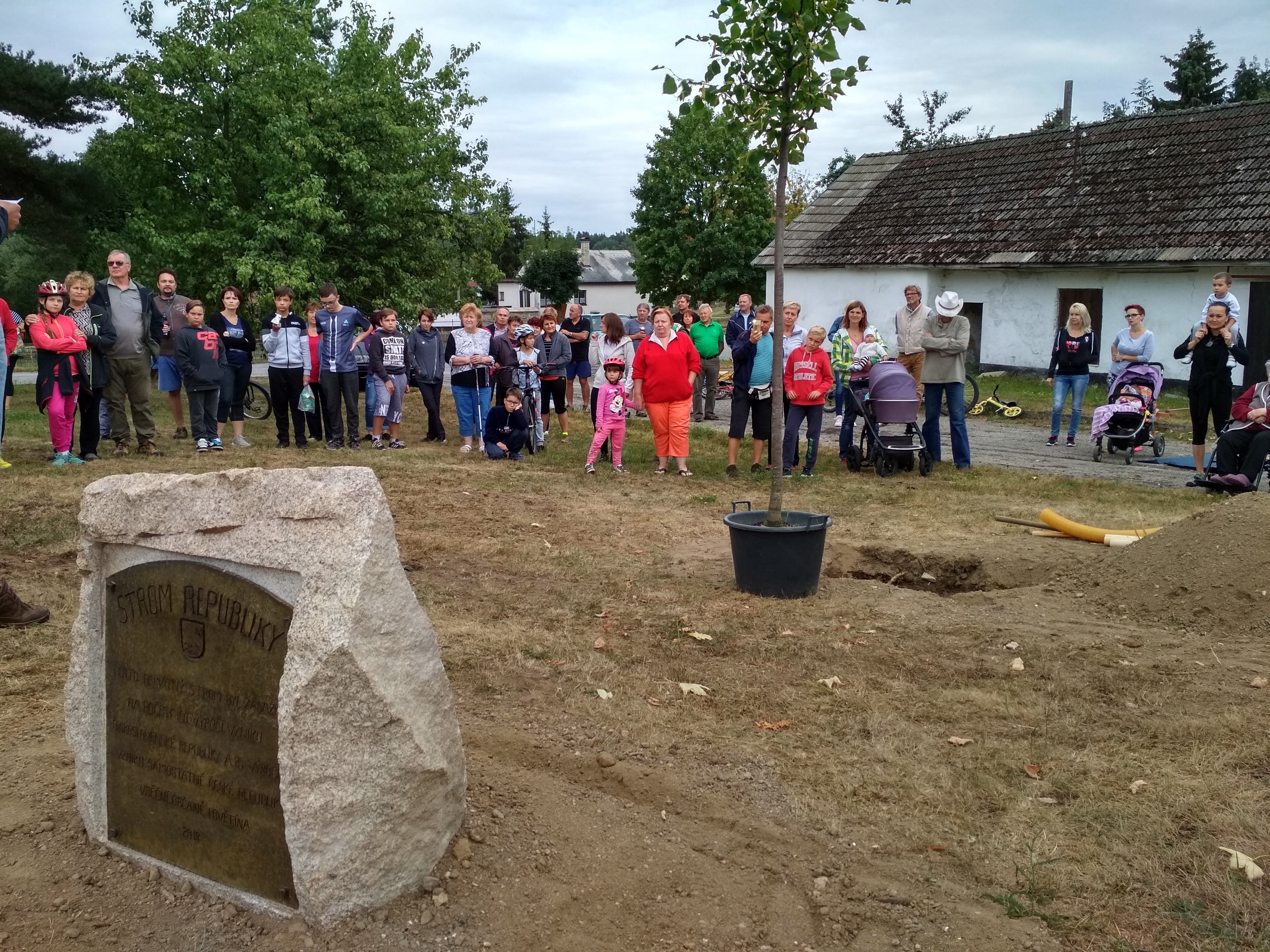
Sázení stromu republiky v roce 2018
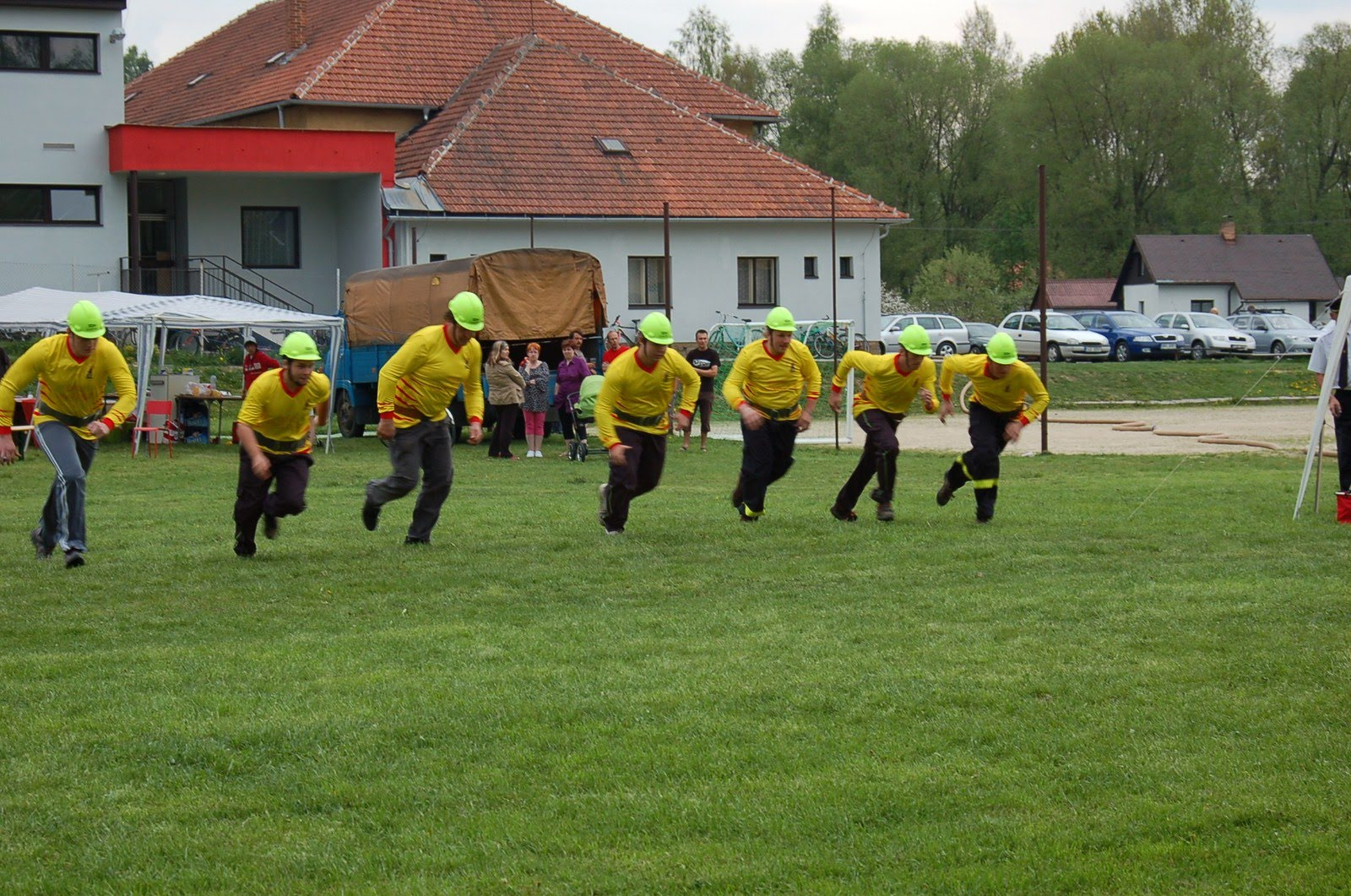
SDH Lovětín na okrskové soutěži v Dolní Cerekvi v roce 2012